# Grand Prix Kanady 1969
Grand Prix Kanady 1969 (oryg. Player's Canadian Grand Prix) – dziewiąta runda Mistrzostw Świata Formuły 1 w sezonie 1969, która odbyła się 21 września 1969, po raz drugi na torze Mosport International Raceway.
Dziewiąte Grand Prix Kanady, trzecie zaliczane do Mistrzostw Świata Formuły 1.

## Klasyfikacja
| Legenda oznaczeń w tabelach wyników Wyświetl szablon na nowej stronie | Legenda oznaczeń w tabelach wyników Wyświetl szablon na nowej stronie                                                                     |
| Oznaczenie                                                            | Wyjaśnienie |
| --------------------------------------------------------------------- | --- |
| Złoty                                                                 | Zwycięzca lub mistrzostwo |
| Srebrny                                                               | 2. miejsce lub wicemistrzostwo |
| Brązowy                                                               | 3. miejsce lub II wicemistrzostwo |
| Zielony                                                               | Ukończył, punktował (w klasyfikacji generalnej, gdy zdobył co najmniej jeden punkt na przestrzeni sezonu, poza trzema powyższymi opcjami) |
| Niebieski                                                             | Ukończył, nie punktował (w klasyfikacji generalnej, gdy nie zdobył co najmniej jednego punktu na przestrzeni sezonu)                      |
| Czerwony                                                              | Nie zakwalifikował się (NZ) |
| Czerwony                                                              | Nie prekwalifikował się (NPK) |
| Różowy                                                                | Nie ukończył (NU) |
| Różowy                                                                | Niesklasyfikowany (NS) (w klasyfikacji generalnej, gdy nie został sklasyfikowany w żadnym wyścigu sezonu)                                 |
| Czarny                                                                | Zdyskwalifikowany (DK) |
| Czarny                                                                | Wykluczony (WYK/EX) |
| Biały                                                                 | Nie wystartował (NW) |
| Biały                                                                 | Kontuzjowany (K/INJ) |
| Biały                                                                 | Wyścig odwołany (OD/C) |
| Bez koloru                                                            | Został wycofany (WYC/WD) |
| Bez koloru                                                            | Nie przybył (NP/DNA) |
| Bez koloru                                                            | Nie brał udziału w treningach (NT/DNP) |
| Bez koloru                                                            | Nie został zgłoszony (–) |
| Pogrubienie                                                           | Start z pole position |
| Kursywa                                                               | Najszybsze okrążenie wyścigu |
| †                                                                     | Nie ukończył, ale jego rezultat został zaliczony ze względu na przejechanie więcej niż 90% dystansu wyścigu.                              |
| *                                                                     | Sezon w trakcie |
| 1/2/3                                                                 | Punktowana pozycja w sprincie kwalifikacyjnym                                                                                             |
| Lista systemów punktacji Formuły 1                                    | |

| Pos | No | Kierowca             | Konstruktor    | Okrążeń | Czas/powód NU      | Poz. Start. | Punktów |
| --- | -- | -------------------- | -------------- | ------- | ------------------ | ----------- | ------- |
| 1   | 11 | Jacky Ickx           | Brabham-Ford   | 90      | 1:59:25.7          | 1           | 9       |
| 2   | 12 | Jack Brabham         | Brabham-Ford   | 90      | + 46.2             | 6           | 6       |
| 3   | 2  | Jochen Rindt         | Lotus-Ford     | 90      | + 52.0             | 3           | 4       |
| 4   | 18 | Jean-Pierre Beltoise | Matra-Ford     | 89      | + 1 okrążenie      | 2           | 3       |
| 5   | 4  | Bruce McLaren        | McLaren-Ford   | 87      | + 3 okrążenia      | 9           | 2       |
| 6   | 19 | Johnny Servoz-Gavin  | Matra-Ford     | 84      | + 6 okrążeń        | 15          | 1       |
| 7   | 25 | Pete Lovely          | Lotus-Ford     | 81      | + 9 okrążeń        | 16          |         |
| NS  | 16 | Bill Brack           | BRM            | 80      | Nie sklasyfikowany | 18          |         |
| NU  | 2  | Graham Hill          | Lotus-Ford     | 42      | Silnik             | 7           |         |
| NU  | 9  | Jo Siffert           | Lotus-Ford     | 40      | Wał prz. napędu    | 8           |         |
| NU  | 3  | John Miles           | Lotus-Ford     | 40      | Skrz. biegów       | 11          |         |
| NU  | 6  | Pedro Rodríguez      | Ferrari        | 37      | Ciśnienie oleju    | 13          |         |
| NU  | 17 | Jackie Stewart       | Matra-Ford     | 32      | Kolizja            | 4           |         |
| DSQ | 69 | Al Pease             | Eagle-Climax   | 22      | Dyskwalifikacja    | 17          |         |
| NU  | 14 | John Surtees         | BRM            | 15      | Silnik             | 14          |         |
| NU  | 21 | Piers Courage        | Brabham-Ford   | 13      | Wyciek paliwa      | 10          |         |
| NU  | 26 | John Cordts          | Brabham-Climax | 10      | Wyciek oleju       | 19          |         |
| NU  | 5  | Denny Hulme          | McLaren-Ford   | 9       | Dystrybutor        | 5           |         |
| NU  | 15 | Jackie Oliver        | BRM            | 2       | Silnik             | 12          |         |
| NU  | 20 | Silvio Moser         | Brabham-Ford   | 0       | Wypadek            | 20          |         |